# LMDh

Placa identificatoria de los Hypercar en el Campeonato Mundial de Resistencia.

Logotipo de la clase Grand Touring Prototype usada en el IMSA WeatherTech SportsCar Championship.

La LMDh (siglas de Le Mans Daytona h) es una homologación de sport prototipo que se utilizará en la clase Hypercar del Campeonato Mundial de Resistencia de la FIA a partir de 2023 junto con los Le Mans Hypercar (LMH). Los automóviles también se utilizarán en el WeatherTech SportsCar Championship.
Las regulaciones de los LMDh fueron creadas conjuntamente por la International Motor Sports Association (IMSA), el Automobile Club de l'Ouest (ACO) y la Federación Internacional del Automóvil (FIA). Los automóviles servirán como el sucesor de la clase Daytona Prototype International (DPi), utilizando las regulaciones que se planearon para convertirse en el conjunto de reglas de la próxima generación de los DPi. 

## Historia
Tras el fin de semana de "Super Sebring" de 2019, en el que se celebraron las 12 Horas de Sebring de 2019 el mismo fin de semana que las primeras 1000 Millas de Sebring, el CEO de WEC, Gerard Neveu, reveló la posibilidad de que los DPi se incluyerán como parte de las regulaciones de los "Hypercars", con la integración de los DPi dependiendo de los niveles de rendimiento de ambas plataformas. El 31 de julio de 2019, el CEO del Campeonato Mundial de Resistencia de la FIA, Gerard Neveu, reveló que se estaba realizando un esfuerzo activo entre los departamentos técnicos de ACO e IMSA para buscar objetivos de rendimiento similares entre los Hypercars y los DPi 2.0, lo que permitiría que ambas plataformas eventualmente se cruzaran, y compitieran cara a cara.
El 11 de noviembre de 2019, el único fabricante de LMP1 del WEC, Toyota, declaró que estaría abierto a la integración de los DPi en la clase superior del Campeonato Mundial de Resistencia de la FIA, con la condición de que no impidiera que el fabricante japonés mostrará su tecnología híbrida. Poco después del lanzamiento de las regulaciones técnicas de los LMH, McLaren anunció que no consideraría un programa de LMH y, en cambio, pidió que los DPi se incorporarán al WEC, y el CEO de McLaren Racing, Zak Brown, declaró que un programa de LMH no era viable para el fabricante británico, pidiendo una fuerte reducción de los costos. Ford y Porsche expresaron posiciones similares, pidiendo la convergencia entre los LMH y DPi.
El 15 de enero de 2020, el presidente y gerente general de Toyota Racing Development, David Wilson, expresó su apoyo a la convergencia entre ambas plataformas, afirmando que la convergencia de las 2 plataformas serviría como una razón de peso para que Lexus lance un programa DPi.
El 24 de enero de 2020, antes de las 24 Horas de Daytona de 2020, se celebró una conferencia de prensa conjunta ACO-IMSA en el Daytona International Speedway, donde ACO e IMSA anunciaron la nueva clase LMDh, que reemplazaría a la clase Daytona Prototype International. Se planeó que los LMDh se presentaran por primera vez en Europa a partir de septiembre de 2021, antes de tener su debut en Norteamérica en las 24 Horas de Daytona de 2022.
A pesar de que en los planes iniciales estaba permitir que los fabricantes construyeran sus propios sistemas híbridos, esto fue descartado en el borrador de las regulaciones de los Le Mans Daytona hybrid publicada en mayo, a favor de un sistema híbrido de 50 CV. El borrador de las regulaciones establecía un automóvil con un peso de 1030 kg, un pico de 500 kW de potencia combinada entre el motor y el sistema híbrido, un solo paquete aerodinámico, un solo proveedor de neumáticos, junto con un sistema global de equilibrio de rendimiento, BoP por sus siglas en inglés, para equilibrar los automóviles LMDh y LMH. El sistema híbrido de la caja de cambios será suministrado por Xtrac con una unidad de potencia integrada suministrada por Bosch y baterías de Williams Advance Engineering. Los proveedores de chasis serán Dallara, Ligier, Multimatic y Oreca.

### GTP
El 27 de enero de 2022, John Doonan, presidente de la IMSA anunció que los LMDh en los Estados Unidos serán conocidos como GTP (Grand Touring Prototype) en lugar de LMDh. La decisión se tomó porque muchos seguidores de la IMSA comunicaron que no tenían idea de lo que representaban las siglas LMDh y sus diferencias con respecto a las otras fórmulas que están bajo el amparo de la FIA y del ACO. El nombre GTP se remonta a una "era dorada" anterior de la competencia de prototipos de la IMSA. De 1981 a 1993, el IMSA GTP presentó prototipos innovadores de una gran variedad de fabricantes.

## Vehículos
Nota: actualizado hasta las 8 Horas de Baréin 2024.  
| Constructor | Automóvil   | Chasis     | IMSA               | WEC                | Año                | Carreras           | Victorias          | Podios             | Poles              | V.Rápidas          | Ref.                               |
| ----------- | ----------- | ---------- | ------------------ | ------------------ | ------------------ | ------------------ | ------------------ | ------------------ | ------------------ | ------------------ | ---------------------------------- |
| Acura       | ARX-06      | Oreca      | Si                 | No                 | 2023               | 18                 | 5                  | 11                 | 4                  | 2                  | [ 29 ] [ 30 ]                      |
| BMW         | M Hybrid V8 | Dallara    | Si                 | Si                 | 2023               | 26                 | 2                  | 8                  | 0                  | 1                  | [ 31 ] [ 32 ]                      |
| Cadillac    | V-Series.R  | Dallara    | Si                 | Si                 | 2023               | 33                 | 4                  | 15                 | 7                  | 8                  | [ 33 ] [ 34 ]                      |
| Porsche     | 963         | Multimatic | Si                 | Si                 | 2023               | 33                 | 10                 | 27                 | 7                  | 2                  | [ 35 ] [ 36 ]                      |
| Alpine      | A424        | Oreca      | No                 | Si                 | 2024               | 8                  | 0                  | 1                  | 0                  | 0                  | [ 37 ] [ 38 ] [ 39 ] [ 40 ] [ 41 ] |
| Lamborghini | SC63        | Ligier     | Si                 | Si                 | 2024               | 12                 | 0                  | 0                  | 0                  | 0                  | [ 42 ] [ 43 ]                      |
| Audi        | -           | Multimatic | Proyecto cancelado | Proyecto cancelado | Proyecto cancelado | Proyecto cancelado | Proyecto cancelado | Proyecto cancelado | Proyecto cancelado | Proyecto cancelado | [ 44 ] [ 36 ]                      |
| Genesis     | GMR-001     | Oreca      | Si                 | Si                 | 2026               | -                  | -                  | -                  | -                  | -                  | [ 45 ]                             |